# Умба (река)
У́мба — река на Кольском полуострове в Мурманской области России. Протекает по территориям Терского района и городского округа город Кировск с подведомственной территорией. Длина — 123 км, площадь водосборного бассейна — 6250 км². Уклон реки — 0,83 м/км.
Название реки Умбы происходит от саамского слова умб или умп — «закрытый» Река получила название по своему истоку — озеру Умбозеро, расположенному между Хибинами и Ловозёрскими тундрами и таким образом закрытому со всех сторон.

## Течение

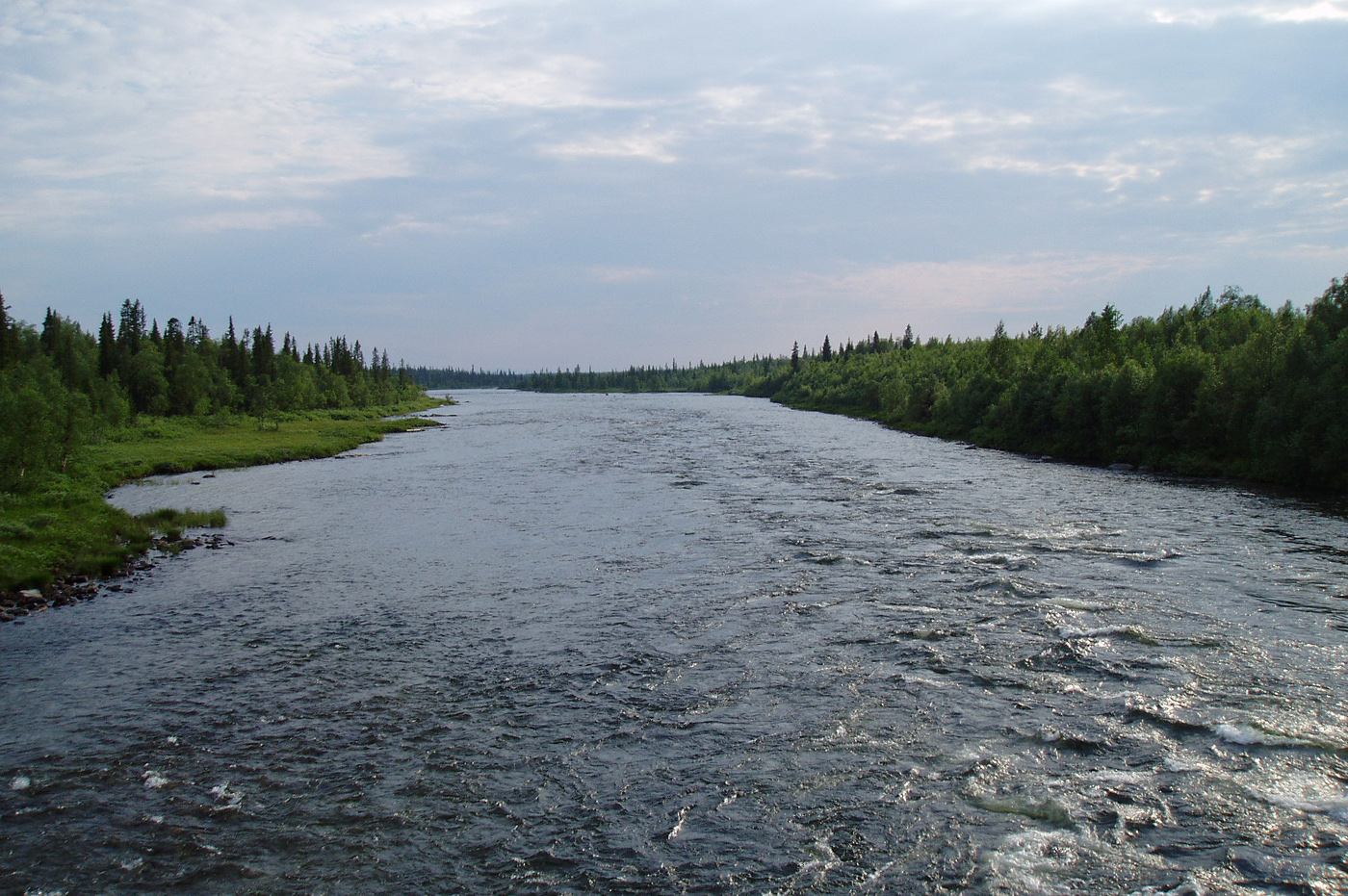

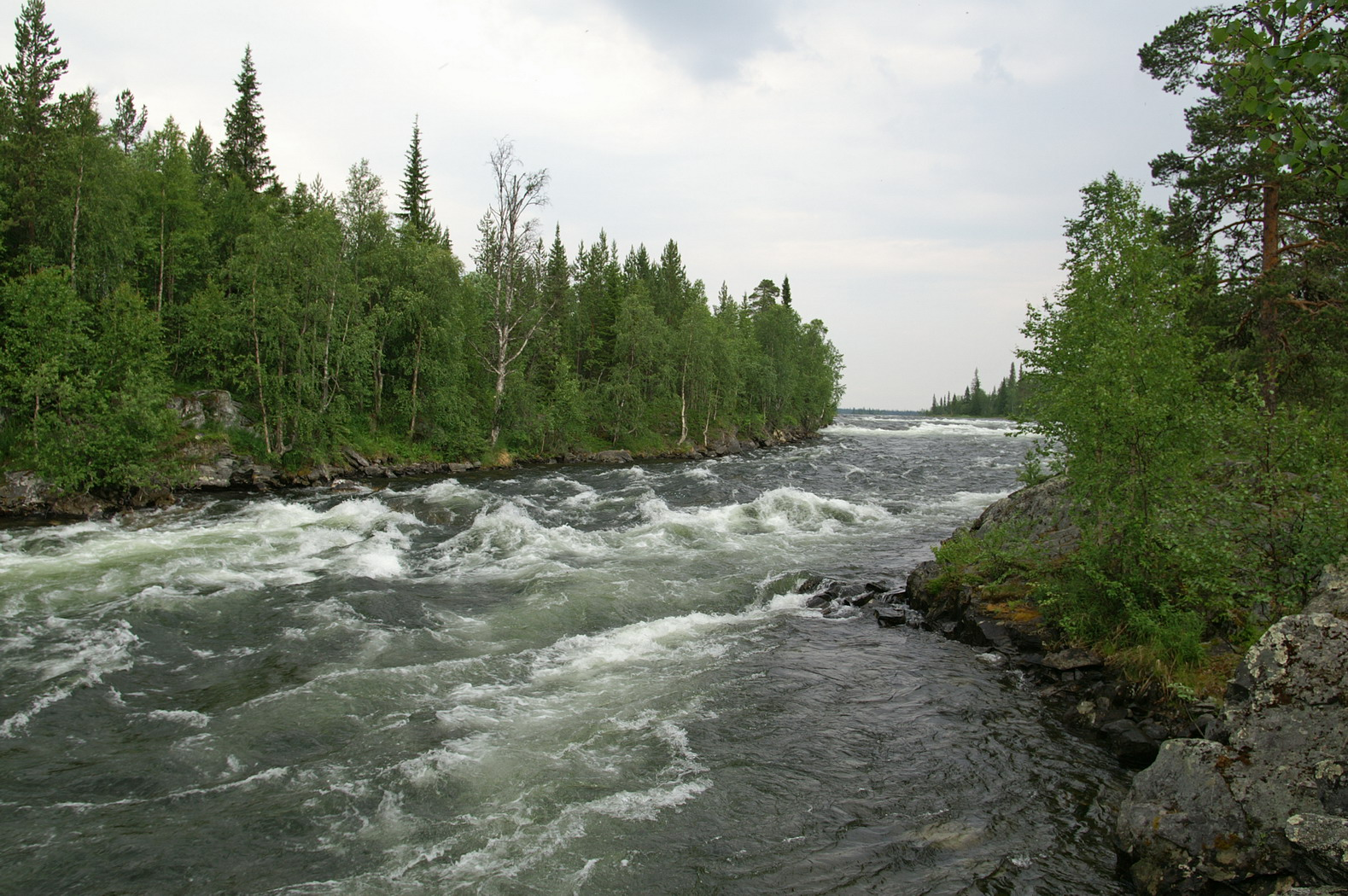

Исток реки расположен на выходе из Умбозера на высоте 149 м, протекает через озёра Капустные, Канозеро и Пончозеро. Впадает в Кандалакшский залив Белого моря. Питание в основном снеговое и дождевое. Половодье — в мае-ноябре. Средний расход воды — 78,2 м³/с. Ледостав в конце октября — середине декабря, ледоход в мае — июне. Сплавная. Порожистая. Нерест сёмги. Река протекает в долине, обрамлённой каменистыми горами. По долине реки и окрестным горам произрастают значительные леса, а в низовьях её есть удобные покосы.
Основные притоки: Хариусная, Чёрная, Озёрный Ручей, Воронья, Еловая и Вяла. После Канозера на небольшом участке делится на три протоки: Кица (левая, 7,7 км), Родвинга (основная, 7,7 км), Низьма (правая, 15 км) и образуя острова Порфирьев и Кривецкий.
На реке располагается посёлок городского типа Умба.